# نوریوکی هاراگوچی
نوریوکی هاراگوچی (به ژاپنی: 原口 典之) (زادهٔ ۱۹۴۶ در یوکوسوکا) (درگذشته ۲۷ اوت ۲۰۲۰) پیکره‌ساز ژاپنی پیرو مکتب مینیمالیسم بود. او در دهه‌های ۱۹۶۰ و ۱۹۷۰ تحت تأثیر جنبش مهم موسوم به مونو-ها قرار گرفت و از رهبران این جنبش بود.
هاراگوچی در ۲۷ اوت ۲۰۲۰ درگذشت.

## سبک
هاراگوچی معمولاً از مواد صنعتی مانند فولاد و بتن در کارهای خود استفاده می‌کرد. تمایل به استفاده از مواد صنعتی می‌تواند ریشه در زادگاه او، یوکوسوکا داشته باشد که شهری صنعتی است. در این شهر یک پایگاه نظامی ایالات متحده نیز واقع شده‌است. برخی از آثار هاراگوچی دارای مضامین ضد جنگ هستند. از دیگر آثار مهم او می‌توان به ماده و فکر اشاره کرد که ظرف فولادی جوش‌خوردهٔ مربعی کم‌عمقی است که درون آن با روغن سیاه پر شده‌است. از آنجایی که روغن برخلاف آب ثابت مانده و خاصیت انعکاسی دارد، این اثر شبیه به یک آینهٔ بزرگ در کف زمین دیده می‌شود. هاراگوچی نخستین نمونه از این کار را در سال ۱۹۷۱ خلق کرد. یک نمونه از این اثر که در سال ۱۹۷۷ به نمایش درآمده بود، توسط موزه هنرهای معاصر تهران خریده شد و همچنان در این موزه نگهداری می‌شود.
این اثر هنری در تاریخ ۲۱ اسفند ماه سال ۱۴۰۰، توسط یاسر خاسب در طی یک پرفورمنس هنری آسیب دید که با واکنش شدید هنرمندان و مخاطبان جامعه هنر ایران همراه بود.

## حضور در تهران بعد از۴۰ سال
هاراگوچی در مهر ماه سال ۹۶ بعد از چهل سال از آخرین حضورش در تهران برای مرمت اثرش در موزه هنرهای معاصر حاضر شد و بر آن نظارت کرد.
او در مصاحبه ایی دربارهٔ سالم ماندن ساخته هنریش گفت:خوشحالم بار دیگر به ایران آمدم و با دیدن اثرم بسیار تعجب کردم از اینکه بعد از ۴۰ سال این اثر هنوز پابرجاست و کاملاً سالم مانده‌است. من از مسئولان موزه بسیار تشکر می‌کنم، در واقع احساس کردم موزه طی این سال‌ها در زمان ساکن بوده و این من بودم که پیر شده‌ام.

## یادداشت
1. ↑  Mono-ha